# Stanford in the Vale
Stanford in the Vale – wieś w Anglii, w hrabstwie Oxfordshire, w dystrykcie Vale of White Horse. Leży 22 km na południowy zachód od Oksfordu i 96 km na zachód od Londynu. W 2001 miejscowość liczyła 1881 mieszkańców.